# Dendrophthora sumacoi
Dendrophthora sumacoi là một loài thực vật có hoa trong họ Santalaceae. Loài này được Kuijt mô tả khoa học đầu tiên năm 1986.